# Megalomus
Megalomus är ett släkte av insekter som beskrevs av Jules Pièrre Rambur 1842. Megalomus ingår i familjen florsländor.

## Bildgalleri

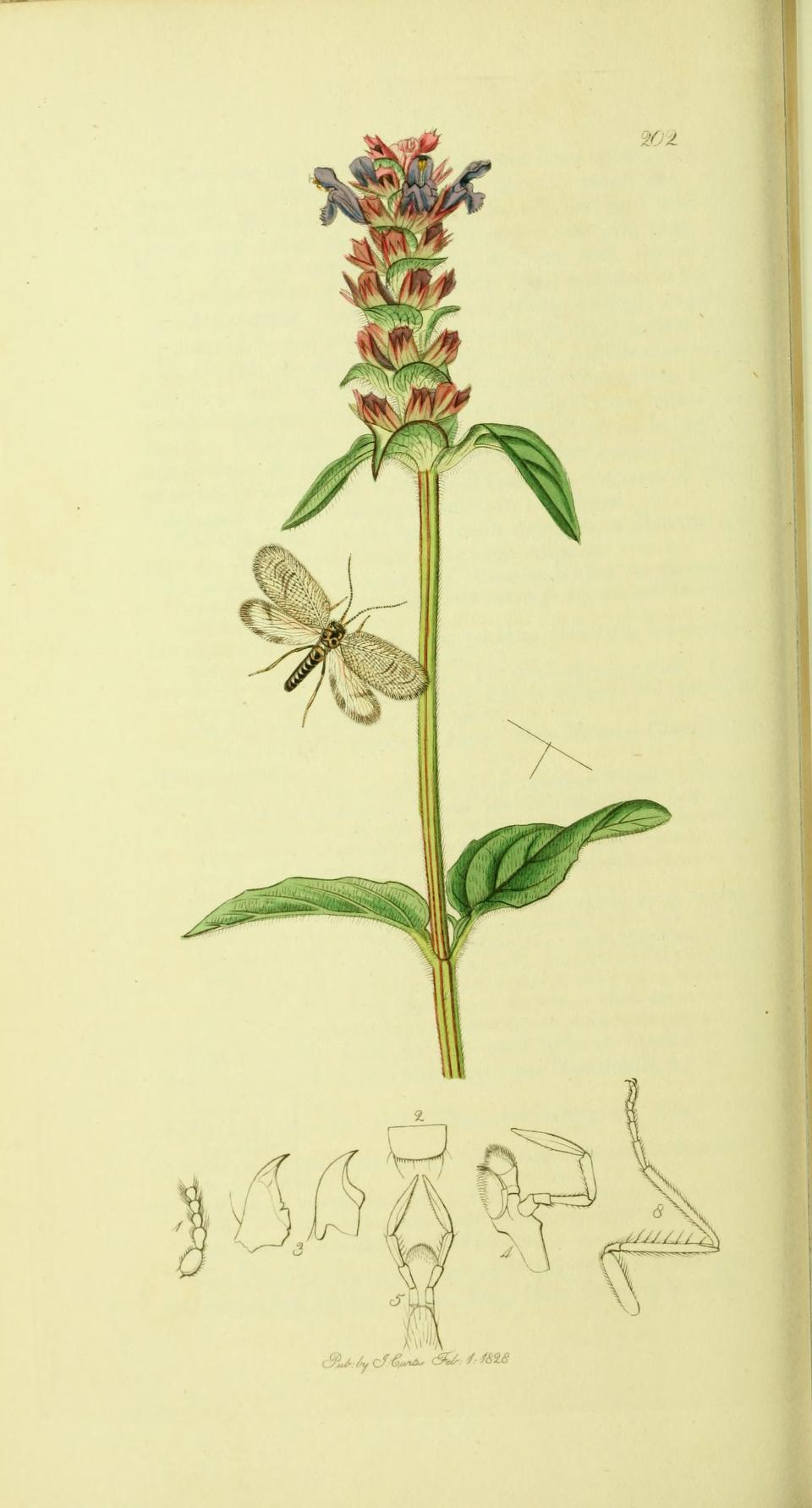

## Dottertaxa tillMegalomus, i alfabetisk ordning[1][2]
- Megalomus acunai
- Megalomus amnistiatus
- Megalomus angulatus
- Megalomus arytaenoideus
- Megalomus atomarius
- Megalomus australis
- Megalomus axillatus
- Megalomus balachowskyi
- Megalomus carpenteri
- Megalomus darwini
- Megalomus democraticus
- Megalomus elephiscus
- Megalomus fidelis
- Megalomus flinti
- Megalomus formosanus
- Megalomus hirtus
- Megalomus impudicus
- Megalomus ioi
- Megalomus luigionii
- Megalomus magallanicus
- Megalomus marginatus
- Megalomus minor
- Megalomus moestus
- Megalomus monticellii
- Megalomus navasi
- Megalomus nebulosus
- Megalomus nigratus
- Megalomus obscurus
- Megalomus parvus
- Megalomus pictus
- Megalomus pyraloides
- Megalomus rafaeli
- Megalomus ricoi
- Megalomus sammnesianus
- Megalomus setosulus
- Megalomus tibetanus
- Megalomus tineoides
- Megalomus tortricoides
- Megalomus uniformis
- Megalomus yunnanus